# Bislama

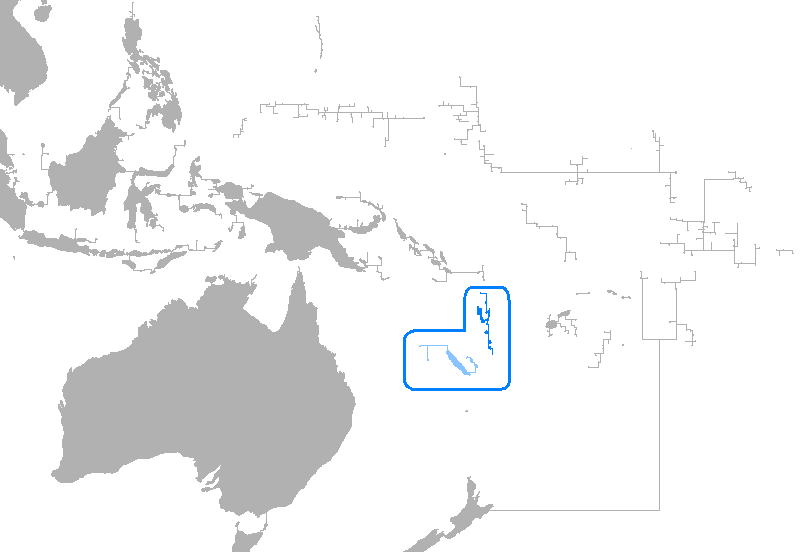
Taalgebied

Het Bislama (ook Bichelamar) is een creoolse taal die naast Engels en Frans in de staat Vanuatu wordt gesproken. De naam komt oorspronkelijk van het Portugese
bicho de mar (zeekomkommer). Die uitdrukking kwam in het Engels terecht als pseudo-Frans bêche de mer, dat later echt in het Frans terechtkwam als biche la mar. Later werd daar niet alleen de zeekomkommer mee aangeduid, maar ook de taal waarin de handel in zeekomkommers werd gevoerd: Bislama.
De taal wordt door ongeveer 200.000 mensen gesproken.